# Gleina
Gleina è un comune di 1 177 abitanti della Sassonia-Anhalt, in Germania.

Appartiene al circondario del Burgenland (targa BLK) ed è parte della comunità amministrativa (Verwaltungsgemeinschaft) dell'Unstruttal.

## Geografia antropica

### Suddivisioni amministrative
Il territorio comunale si divide in 4 zone (Ortsteil), corrispondenti al centro abitato di Gleina e a 3 frazioni:
- Gleina (centro abitato)
- Baumersroda
- Ebersroda
- Müncheroda